# Hanza
Hanza (Hanzeatski savez) (stari donjonjemački Hansa = skupina, grupa, sljedba) je naziv udruženja trgovačkih cehova koja su postojala od polovine 12. stoljeća do polovine 17. stoljeća a cilj im je bio zastupanje zajedničkih gospodarskih interesa naročito prema inozemstvu. Ovakav savez trgovačkih cehova razvio se do sredine 14. stoljeća u savez gradova, odnosno, u Hanzu ili Hanzeatski savez. Do njegove pojave trgovina Baltikom bila je zanemariva, da bi se u idućih stotinjak godina značajno razvila, a kontrolu te trgovine u cijelosti preuzela Hanza. Čvorište te trgovine postao je Lübeck.
Boje Hanze (bijela i crvena) nalaze se i danas na grbovima velikog broja nekadašnjih Hanzeatskih gradova, niz gradova i danas službeno uz ime koristi dodatak imenu Hanzeatski grad. U sjevernoj Europi, Hanza je bila vrlo važan čimbenik, ne samo na gospodarskom, nego i na političkom i kulturnom području.

## Povijest
Vrijeme nastanka Hanze nije nedvosmisleno utvrđeno. Nastajala je i rasla, a da niti suvremenici nisu imali sasvim jasnu predodžbu o tome, koji bi se događaj mogao smatrati trenutkom njenog nastanka. No čini se, da je 1157. već postojao njen začetak, jer za tu godinu u Londonu postoji dokument o kupnji zemljišta za gradnju stovarišta više udruženih gildi njemačkih trgovaca.
Kako su se udruživale gilde trgovaca, s vremenom se stvarao i Hanzeatski savez gradova. Nastaju prvo regionalni savezi gradova (1241. Lübeck i Hamburg svoju već 11 godina dugu blisku suradnju uređuju i ugovorom), da bi im se vremenom pridruživao sve veći broj gradova (1241. im se pridružuje Köln), i savez se širio, a Lübeck preuzeo vodeću ulogu u to vrijeme vrlo zanimljivim trgovanjem Baltikom (kupovina voska, kože, smole, drva, pšenice i raži, a prodaja prije svega soli). 
1356. pod vodstvom Lübecka sklopljen je labavi savez gradova. Njemačka Hanza i nakon tog službenog organiziranja bila je vrlo slobodna organizacija koja nije imala svoj "ustav" niti popis članica, nikakve određene stalne izvore financiranja, niti službenike.
Srž je činilo oko 70 gradova, dok je još oko 130 bilo u labavoj asocijaciji sa Savezom. Time se područje utjecaja Hanzeatskog saveza proširilo od Flandrije do Revala (danas Tallinna) i pri tome obuhvatilo cijelo područje Baltika, sve do Finskog zaljeva. Najvažniji član koji nije bio grad, bio je Teutonski red. Od 1356. odluke Saveza donošene su na Hanzinim danima jednostavnom većinom, i protokolirane.

Članom Hanze grad je mogao postati na tri načina. Do sredine 14. stoljeća grad je "urastao" u zajednicu Hanze sudjelovanjem gildi svojih trgovaca u Hanzinoj trgovini. Nakon toga, gradovi su postavljali zahtjeve za prijem ili za ponovni prijem. Treći način ulaska u Hanzeatski savez je bio, da manji gradovi budu preuzeti bez posebnih formalnosti od strane većih. 
Status Hanzeatskog grada gubio se nekorištenjem privilegija, svojevoljnim izlaskom iz zajednice ili formaliziranim isključivanjem.

## Vrhunac
Trgovci osnivaju niz trgovačkih sjedišta, ali i četiri kontora, ispostave, u Brüggeu, Bergenu, Novgorodu i Londonu, koja je nastala od ranijeg jednostavnog trgovačkog predstavništva više gradskih gildi. I bez vlastite suverenosti, Hanzeatski savez, prvobitno sklopljen isključivo zbog gospodarskih razloga, radi zaštite stečenih prava s vremenom postaje i prvorazredna politička sila. 
Tako dosegnuti položaj Hanze na Sjevernom i Baltičkom moru izazivao je otpor prije svega Danske, tako da 1361. dolazi do prvog rata Hanze s danskim kraljem Valdemarom koji je htio ograničiti prava članica Saveza. Iako su njeni članovi uvijek bili podložni različitim svjetovnim i crkvenim vladarima, Hanza je usprkos tomu bila u stanju voditi čak i pobjedonosne ratove. Nakon poraza u tom ratu s Danskom, članice sklapaju Kölnsku konfederaciju radi vojnog saveza sa Švedskom i Norveškom protiv Danske. Uspješno završen drugi rat Hanze s Danskom i sklopljeni mir donosi Hanzi neobično moćni položaj, stiče pravo veta na izbor kralja Danske (ovo pravo Hanza nije nikada iskoristila).
Hanza se također dokazala i u borbi s piratima na Baltiku.  
U razdoblju najveće moći, Hanza je na Baltiku na trgovački pogodnim mjestima osnivala svoje ispostave oko kojih su nastali novi gradovi, a u postojećima, ispostave su bile građene i organizirane kao zasebne jedinice, u kojima su vladali zakoni Hanze. Tako njemački kolonisti pod nadzorom Hanze na Baltiku osnivaju Tallinn i Rigu, ali i niz manjih gradova.

## Kriza i pad (od oko 1400. do 1669.)
Gubitak moći Hanze počinje s jačanjem teritorijalnih sila na području Baltika. Gradovi kojima je do tada upravljala Hanza, moraju priznati vlast mjesnih vladara. Kasnije, kad je otkrivena Amerika, težište trgovine izmješta se s Baltika. Pri tome, obujam trgovine Hanze opada, a nastaju i snažni konkurenti koji umanjuju značaj Hanze za pojedine gradove - odnosno trgovce. Način trgovanja uz plaćanje srebrnim novcem, uobičajen u Hanzi se mijenja, pojavljuju se nizozemski trgovci i razbijaju Hanzin trgovački monopol na Baltiku, a pojedini gradovi u tim uvjetima gube interes za članstvo u Savezu, i slijede svoje interese. Uz to, raste i politički autoritet njemačkih knezova koji ograničavaju Hanzu u njenim aktivnostima. Pokušaj Španjolske da pridobije suradnju s Hanzom u organiziranju trgovine s njenim kolonijama propada zbog unutrašnjih neslaganja u Hanzi između katoličkih i protestantskih struja unutar nje.
Pokušaji Hanze da se reorganizira preseljenjem kontora iz Brüggea u Antwerpen nije uspio, a konačna propast Hanze počinje 1494. zatvaranjem kontora u Novgorodu, kad ga osvaja moskovski veliki knez Ivan III.
Zadnji formalni sastanak Hanze bio je 1669. u Lübecku. Lübeck, Bremen i Hamburg smatrali su se članovima Hanze do 1862., a brojni gradovi u sjevernoj Njemačkoj i danas nose u službenom nazivu riječ  Hansestadt (hanzeatski grad).